# Serge Lehman

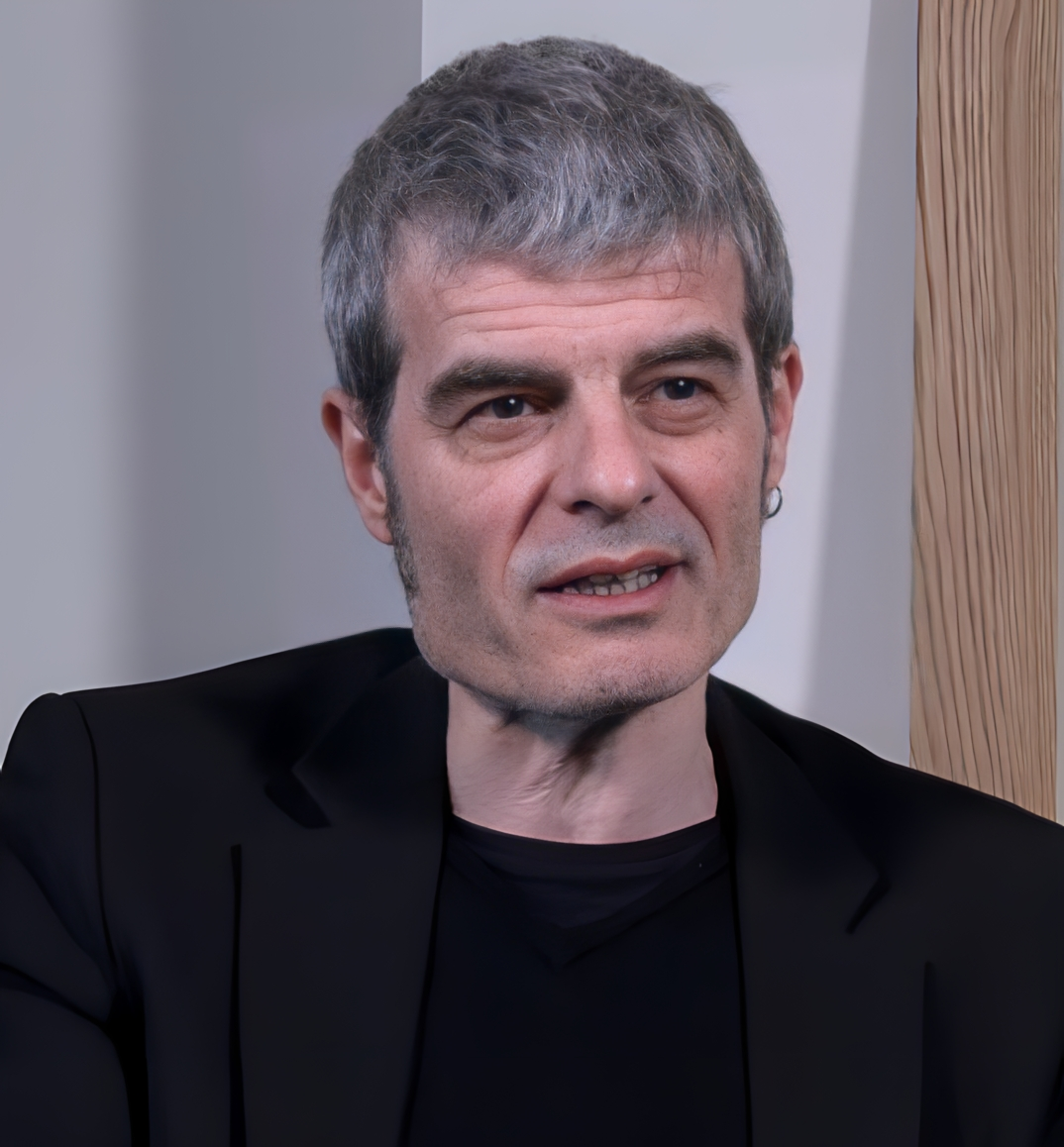
Serge Lehman

Serge Lehman (eigentlich Pascal Fréjean; geboren am 12. Juli 1964 in Viry-Châtillon, Département Essonne) ist ein französischer Schriftsteller, Comicautor und Kritiker, bekannt und vielfach ausgezeichnet als Autor von Science-Fiction. Er benutzte neben Serge Lehman die Pseudonyme Don Hérial, Karel Dekk, Robert Wolff und Corteval.

## Leben
Geboren am südlichen Rand von Paris, lernte Lehman durch seinen Vater schon früh die Werke von Jean Ray, Claude Seignolle und H. P. Lovecraft kennen. Mit 10 Jahren entdeckte er die Science-Fiction für sich und entwickelte hier eine Leidenschaft, die gegenüber seinen anderen Interessen, namentlich Comics, Filme und Rockmusik, stets den Vorrang behalten sollte. 1982, noch auf dem Gymnasium, startete er zusammen mit einem Schulfreund eine der ersten populären Medien gewidmete zweiwöchentliche Sendung bei einem kommunistischen UKW-Sender, die zwei Jahre lang ausgestrahlt wurde und durch die er einige der bekanntesten Comicautoren jener Jahre kennen lernte, darunter Frank Margerin, Yves Frémion und Chantal Montellier. Zusammen mit diesem Freund veröffentlichte er 1984 eine erste Erzählung in dem Fanzine Continuum. Dieser Erfolg ermutigte ihn, nach dem Hypokhâgne (dem ersten Vorbereitungsjahr für das Literaturstudium an einer ENS) zu unterbrechen und im Quartier Latin in der von Stan und Sophie Barets begründeten Science-Fiction-Buchhandlung Temp futurs zu arbeiten. Er studierte dann jedoch weiter und eine Vorlesung über Wissenschaftsgeschichte an der Sorbonne lieferte ihm das Material für seinen ersten Roman La guerre de sept minutes, der unter dem Pseudonym Don Hérial in zwei Bänden 1990 im Verlag Fleuve noir erschien. 1995 gewann er mit der Erzählung Dans l’abîme sowohl den Prix Rosny aîné als auch den Grand Prix de l’Imaginaire, zwei der bedeutendsten französischen Genrepreise. Lehman ist inzwischen Verfasser von einem guten Dutzend Romanen und fast 80 Erzählungen. Außerdem war er Herausgeber mehrerer Anthologien, darunter Chasseurs de chimères, l’âge d’or de la science-fiction française, die 2007 mit dem Prix Bob Morane ausgezeichnet wurde.
Der Roman F.A.U.S.T., erster Band einer Trilogie, gewann 1997 den Prix Rosny aîné, den Grand Prix de l’Imaginaire und den Prix Ozone. Er spielt im Jahr 2095, als die wirkliche Macht nicht mehr in den Händen gewählter Politiker liegt, sondern bei großen Konzernen und ein Direktorium dieser Wirtschaftsmächte sich anschickt, eine totalitäre globale Herrschaft zu etablieren. Diesem hemmungslosen Machtstreben eines weltweiten kapitalistischen Apparats widersetzt sich ein geheimes Bündnis aus Wissenschaftlern, Intellektuellen, Diplomaten und Spionen, zu dem auch der Vater des Protagonisten Chan Coray gehört, ein junger Mann, der in die Machtkämpfe und Machenschaften hineingezogen wird.
Lehman ist auch ein bekannter Comicszenarist. Zusammen mit Jean-Marie Michaud schuf er ab 2007 die SF-Comic-Serie La saison de la Coulœuvre. Für die SF-Comic-Reihe La Brigade Chimérique (zusammen mit Fabrice Colin, Zeichnungen von Gess) wurde er 2011 mit dem Grand Prix de l’Imaginaire ausgezeichnet. Zusammen mit Philippe Druillet arbeitete er an dem 2020 erscheinenden Fortsetzungsband Babel von Druillets Lone Sloane-Saga. Außerdem schrieb er das Drehbuch zu Immortal – New York 2095: Die Rückkehr der Götter, der Verfilmung von Enki Bilals SF-Comic-Trilogie um Alexander Nikopol.

## Auszeichnungen
- 1995 Prix Rosny aîné und Grand Prix de l’Imaginaire für die Erzählung Dans l’abîme
- 1997 Grand Prix de l’Imaginaire für die Erzählung Le Collier de Thasus
- 1997 Prix Ozone für Nulle part à Liverion (französischsprachige SF-Erzählung)
- 1997 Prix Rosny aîné, Grand Prix de l’Imaginaire und Prix Ozone für den Roman F.A.U.S.T.
- 1998 Prix Ozone für L’Inversion de Polyphème (französischsprachige SF-Erzählung)
- 1999 Prix Bob Morane für den Roman Aucune étoile aussi lointaine
- 1999 Prix Ozone für Aucune étoile aussi lointaine (französischsprachiger SF-Roman)
- 2007 Prix Bob Morane, Spezialpreis für den Sammelband Chasseurs de chimères, l’âge d’or de la science-fiction française
- 2007 Prix Rosny aîné für die Erzählung Origami
- 2011 Grand Prix de l’Imaginaire für den Comic La Brigade Chimérique

## Bibliografie
La guerre de sept minutes (als Don Hérial)
- 1 La Loi majeure (1990)
- 2 Hydres (1990)

F.A.U.S.T.
- F.A.U.S.T. (1996)
- Les Défenseurs (1996)
- Tonnerre Lointain (1997)

Romane
- Espion de l'étrange (1991, als Karel Dekk)
- Le Haut-lieu (1995)
- La Sidération (1996)
- Wonderland (1997)
- L’Ange des profondeurs (1997)
- Aucune étoile aussi lointaine (1998)
- Chambres meublées (2011)
- Espion de l’Étrange (2011)

Sammlungen
- Le Livre des Ombres (2005)
- Le Haut-lieu et autres espaces inhabitables (2008)

Erzählungen
- L'Homme qui voulait sauver l'univers (1991, als Karel Dekk)
- La Prospective est un art difficile (1991, als Karel Dekk)
- La Vérité devant-derrière (1991, als Karel Dekk)
- Le Monde des non I (1991, als Karel Dekk)
- On a frolé l'incident (1991, als Karel Dekk)
- Tous à Oléron (1991, als Karel Dekk)
- À la poursuite des glands (1991, als Karel Dekk)
- L’Homme qui voulait sauver l’univers (1991)
- La Chasse aux ombres molles (1991)
- Sur l'échine de la Grande Ourse (1992, als Karel Dekk)
- La Sidération (1992)
- Sur l’échine de la Grande Ourse (1992)
- Collector (1993, als Karel Dekk)
- Polygone (1993, als Karel Dekk)
- Collector (1993)
- Sur le seuil lysergique (1993)
- Un songe héliotrope (1993)
- Cinq tuniques blanches (1994)
- Dans l’abîme (1994)
- En attendant le gel (1994)
- L’Hypothèse de Russo (1995)
- Le Collier de Thasus (1995)
- Le Signe du Picte (1995)
- Le Vide, le silence et l’obscur (1995)
- Apothéose du Punisseur (1996)
- Le Chasseur dans l’escalier (1996)
- Le Jeu du dispatcheur (1996)
- Le Livre des ombres (1996)
- Le Système Dogoujiev (1996)
- Les Mularis (1996)
- Nulle part à Liverion (1996)
- Panique sur Darwin Alley (1996)
- L’An 11111010000 (1997)
- L’Inversion de Polyphème (1997)
- La Perle (1997)
- Contre-mesure (1997, als Robert Wolff)
- La Route du grand dehors (1998)
- Lent 2000 (1998)
- Origine de la Première Loi de Purnath (1998)
- Les Singes (1998, auch als Robert Wolff)
- Le Temps des Olympiens (2000)
- Magma (2001)
- Epilogos (2005)
- Katoptron (2005)
- La Maison de l’avatar (2005)
- Le Gouffre aux chimères (2005)
- Prologos   (Prologue) (2005)
- Un clou chasse l’autre (2005)
- L’Homme aberrant (2006)
- Origami (2006)
- Superscience (2006)
- Les Melons de Trafalmadore (2007)
- Un ancien dissident à nouveau autorisé à publier (2007)
- La Régulation de Richard Mars (2008)

Comics
- Thomas Lestrange (2007)
- La Saison de la Coulœuvre (2007–2010, 3 Bde.)
- La Brigade Chimérique (2009–2010, 6 Bde.)
- Masqué (2012–2013, 4 Bde., mit Stéphane Créty)
  - 1 Anomalies (2012)
    - Deutsch: Der Mann mit der Maske : Anomalien. Bunte Dimensionen, 2017, ISBN 978-3-944446-57-8.

  - 2 Le jour du fuseur (2012)
    - Deutsch: Der Mann mit der Maske : Der Tag des Fuseurs. Bunte Dimensionen,  2017, ISBN 978-3-944446-62-2.

  - 3 Chimères et Gargouilles (2013)
  - 4 Le préfet spécial (2013)
- L' Homme truqué (2013)
- Metropolis (2014–2017, 4 Bde.)
- La Grande évasion (2014)
- L' Œil de la Nuit (2015–2016, 3 Bde.)
- Sept (2016)
- L' Esprit du 11 janvier (2016)
- L' Homme gribouillé (2018)

Drehbuch
- Immortel (2004, mit Enki Bilal)

Anthologien (als Herausgeber)
- Escales sur l’horizon (1998)
- Les Dinosaures (1999)
- Chasseurs de chimères, l’âge d’or de la science-fiction française (2006)
- Retour sur l’horizon (2009)
- La Guerre des Règnes (2012)
- La Quinzaine littéraire n° 1066 (2012)